# Mayken Verhulst
Mayken Verhulst (Mechelen, 1518 – aldaar, 1600) was een Zuid-Nederlandse schilder gespecialiseerd in waterverfschilderijen.

## Leven en werk
Mayken Verhulst Bessemers was een dochter uit een gezin van elf van de schilder Pieter Verhulst Bessemers. Ze werd geboren in 't Vliegend Peert in Mechelen, tegenwoordig bekend als museum Het Zotte Kunstkabinet. Zij was het tweede of derde kind en in ieder geval de oudste dochter. Haar precieze geboortejaar is overigens niet bekend. Aangenomen wordt, dat ze rond 1518 werd geboren. Al haar broers werden opgeleid tot schilder en het is zeer waarschijnlijk dat dat ook gold voor Mayken. Zijzelf, en al haar zussen zouden met schilders trouwen, in haar geval was dit Pieter Coecke van Aelst.
Ze is voor het eerst gedocumenteerd in 1538. Op 3 november van dat jaar laat ze beslag leggen op de bezittingen van Cornelis de boekbinder die haar 5 pond (5 lb) schuldig is voor achterstallige huishuur. Als beroep wordt bij haar naam “boeckprinter” genoemd. Niet lang daarna zal ze zijn getrouwd, rond 1539, met Pieter Coecke van Aelst (1502-1550), een schilder afkomstig uit Aalst (Oost-Vlaanderen). Ze was diens tweede vrouw. Coecke huwde een eerste maal met de dochter van een andere schilder, namelijk met Anna van Doornicke. Zij overleed reeds in 1528. Pieter en Mayken woonden aan de Lombardenvest in Antwerpen. Het is wellicht niet toevallig, dat Pieter Coecke vanaf 1539 ook boeken ging vertalen. In dat jaar vertaalde hij de eerste twee van verschillende traktaten over architectuur, bewerkingen van publicaties van de Italiaan Sebastiano Serlio: Die inventie der colommen en Generale regelen der architecturen. Ontmoetten de twee elkaar in de kringen van boekdrukkers en -uitgevers? En was Mayken op die manier een aanwinst voor het kunstbedrijf van Pieter Coecke? Het is niet onwaarschijnlijk, dat zij op enigerlei wijze een rol speelde in het Coecke atelier, maar helaas hebben we daarvoor geen enkele aanwijzing. Wel weten we dat ze in de iets meer dan tien jaar die haar huwelijk duurde, vijf kinderen kreeg. 
Pas na het overlijden van haar man op 6 december 1550 vinden we Mayken weer terug in de archieven. Zij blijkt het beheer van het familiekapitaal op zich genomen te hebben. Zo kocht zij in 1551 of 1552 een jaarlijkse rente voor haar (wettige) kinderen uit haar huwelijk met ‘Meester Peeter Coecke alias van Halst’ ten laste van de vorstelijke domeinen in het kwartier Brussel. Ook verzorgde zij in 1553 een heruitgave van één van haar mans boeken over architectuur. Zij verzoekt op 20 maart 1553 ‘octroy oft commissie om te moegen prenten’ en dat wordt op 29 april ingewilligd. Onder datzelfde octrooi viel waarschijnlijk een uitgave uit datzelfde jaar, waarvoor Mayken meer bekendheid geniet. Dit is een van gesneden houtblokken gedrukt fries, Ces moers & fachons de faire de Turcz (‘De zeden en gewoonten der Turken’). Het volledige fries, gedrukt van niet minder 14 houtblokken, meet bijna vijf meter. Zoals uit het colofon duidelijk wordt, was deze houtsnede gebaseerd op tekeningen, die Pieter Coecke in 1533 tijdens een reis naar Constantinopel, het huidige Istanboel, had gemaakt. Aan de hand van die schetsen componeerde hij dit fries, dat hij zelf op de houtblokken tekende ter instructie van een professionele houtsnijder. Het project bleef onvoltooid bij Pieters dood en zijn weduwe deed de prent het licht zien. Klaarblijkelijk was een flink deel van de investering voor deze publicatie reeds gedaan (de aanschaf van de houtblokken en mogelijk het inhuren van een houtsnijder). Het zou derhalve kapitaalvernietiging zijn om het onvoltooide project niet tot een goed einde te brengen.
Daarnaast wordt Mayken op 5 december 1551 genoemd, omdat ze er zorg voor droeg dat de oudste zoon van Pieter Coecke uit diens eerste huwelijk, ook Pieter genaamd, zijn erfenis kreeg: “Peeter COECKE van AELST ontvangt van zijn moeder Maria Verhulst weduwe Peeter COECKE van AELST, zijn vaderlijke nalatenschap.” Als er al sprake was van het voortzetten van het atelier van Pieter Coecke na diens dood, zou het meest waarschijnlijke scenario zijn, dat dat gebeurde door deze Pieter de Jonge, de oudste zoon, die ook nog tot schilder was opgeleid. Hij zou bovendien in 1552 een leerling in laten schrijven in het schildersgilde, Dilken de la Heele. Een verdere transactie waarbij Mayken betrokken was vond in 1553 plaats. Op 18 juli werd namelijk de inboedel ten huize van Peter Coecke van Aelst geschat op 103 lb. 6 sc. En op 4 juni 1554 worden schilderijen van "wylen Peters van Aelst, schilder", verkocht voor 43 lb 19 sc. Ze werd op 11 april 1600 in haar geboorteplaats Mechelen begraven, waar ze dan inmiddels al weer zo’n veertig jaar gewoond lijkt te hebben.
Veruit de meeste faam geniet Mayken Verhulst, omdat ze de schoonmoeder was van Pieter Bruegel de Oude; hij trouwde namelijk in 1563 met haar dochter Mayken Coecke. De ondertrouw werd op 25 juli 1563 aangekondigd in Antwerpen en het huwelijk werd ingezegend in Brussel snel daarna, waarschijnlijk in augustus. Daardoor werd Pieter Coecke van Aelst postuum Pieter Bruegel schoonvader. Volgens Pieters biograaf Karel van Mander, over wie hieronder meer, had Pieter zijn latere vrouw ‘nog dickwijls op den arem ghedraeghen’ toen hij bij zijn leermeester inwoonde. Het waren waarschijnlijk de bemoeienissen van Mayken Verhulst die ervoor zorgden dat Pieter Bruegel rond zijn huwelijk naar Brussel verhuisde. Volgens dezelfde Van Mander ging hij haar dochter het hof maken (‘werdt hy te vrijen haar dochter’), toen Mayken Verhulst zelf kort daarvoor naar Brussel verhuisd was. Voorwaarde van zijn toekomstige schoonmoeder voor het huwelijk was, dat hij weg moest uit Antwerpen om een eerdere liefde te vergeten. Recente archiefsprokkelingen lijken dit te bevestigen. In Brussel zouden ook Pieter Bruegels zonen, Pieter Brueghel de Jonge en Jan Brueghel de Oude, en diens dochter, Maria, geboren worden, de kleinkinderen van Mayken Verhulst.
In geen enkel contemporain archiefdocument wordt Mayken Verhulst ‘schilder’ genoemd, noch is enig werk van haar hand overgeleverd of gedocumenteerd in oude inventarissen. De enige kennis, die we over haar als schilder hebben, komt uit twee literaire bronnen. De vroegste daarvan dateert uit de periode, toen Mayken nog in leven was, namelijk de Descrittione di tutti i Paesi Bassi altrimenti detti Germania inferiore ("Beschrijving van alle Lage Landen, ook genoemd Germania inferior") door Lodovico Guicciardini gepubliceerd in Antwerpen in 1567. Hij was een Italiaanse handelaar die lange tijd in Antwerpen woonde. In het zeer uitgebreide overzicht van de stad, waarin hij zoveel tijd door zou brengen, neemt hij een exposé op over de kunsten in de Lage Landen in het algemeen en in het bijzonder de ‘arte della pittura’, de schilderkunst (pp. 97-101). In iets meer dan drie pagina’s noemt hij de belangrijkste schilders van Jan van Eyck tot aan zijn eigen tijd. Hierbij benadrukt de auteur sterk, dat schilderkunst een belangrijk handelsproduct was (p. 100: ‘De werken van deze kunstenaars zijn niet alleen verspreid over de Lage Landen, maar over het grootste deel van de wereld, omdat er handel mee gedreven wordt, wat niet weinig belangrijk is’ / 'Le opere de quali Pittori sono sparse non solamente per tutti questi paesi, ma sparse ancora per la maggior’ parte del mondo, perche se ne fa mercantia di non piccola importanza'). Na een opsomming van de gewone schilders volgen de glasschilders, daarna architecten, beeldhouwers en graveurs (pp. 100-101). De meeste kunstenaars worden nader gekarakteriseerd met enkele feiten over werk en/of biografische informatie. Onder de schilders noemt de auteur zeven vrouwelijke kunstenaars, drie reeds overledenen (p. 98: ‘En er zijn in de schilderkunst ook excellente vrouwen geweest, waarvan we er hier slechts drie noemen’ / 'E't anco ci sono state nella Pittura donne eccellenti, delle quali nomeremo solamente tre') en vier nog levenden (p. 100: ‘En van de nog levende vrouwen zullen we er vier noemen’ / ‘Et di donne viue nomineremo quattro’). Mayken Verhulst was één van die nog levende vrouwen: ‘de derde is Maria Bessemers uit Mechelen, die de vrouw was van bovengenoemde meester Pieter Coecke van Aalst’ (p. 100: ‘la terza è Maria di Bessemers di Malines, che fu moglie di maestro Pietro Couck d’Alost, nominato sopra). In tegenstelling tot de meeste andere kunstenaars, en de meeste andere vrouwelijke schilders, weet Guicciardini blijkbaar niets meer te zeggen over Mayken, dan dat ze schilder was en de vrouw van Pieter Coecke. Haar specialisme was hem niet bekend, noch krijgt zij lof in de vorm van prijzende bijwoorden of bijvoeglijke naamwoorden, welke haar collegae wel ten deel vielen: (zeer) groot/groots (gran/grande/massima) of (zeer) excellent (eccellente/eccellentissima). Zoals Prof. Dr. Arthur J. DiFuria al heeft beargumenteerd, moeten we ook niet de fout maken te denken, dat de zeven vrouwen door hun vermelding in de lijst van Guicciardini op één lijn werden gesteld met hun mannelijke collegae. We moeten ervan uitgaan dat ze vooral opgenomen zijn als curiositeit, of dat ze, om met DiFuria’s woorden te spreken, ‘niet slecht voor een meisje’ waren.
Ook de Haarlemse kunstenaarsbiograaf Karel van Mander noemde Mayken Verhulst in Het Schilder-Boeck uit 1604 en maar liefst meermaals. Zij was toen inmiddels overleden. In de verzameling van langere en minder lange levensbeschrijvingen van schilders krijgt zij geen eigen ‘leven’, maar wordt zij eerst genoemd als tweede vrouw van Pieter Coecke van Aelst, waarmee hij trouwde na zijn terugkeer van een reis naar Constantinopel in 1533. Met haar zou hij een dochter krijgen, die uiteindelijk met zijn leerling Pieter Bruegel zou trouwen. Over haar eigen beroep rept de auteur hier nog niet (fol. 218v): ‘Doe hy in Nederlandt was ghekeert hertroude hy en nam tot zijn tweedde huysvrouw Maeyken Verhulst oft bessemers by de welcke hy hadde d’huysvrouwe van Pieter Brueghel zijnen Discipel.’ In het ‘leven’ van precies die discipel wordt zij wederom genoemd en nu eerst nogmaals als zijn schoonmoeder (zie hierboven), maar ook als de eerste leermeester van Jan Brueghel, de tweede zoon van Pieter. Hij leerde bij haar ‘water-verwe’ (fol 234r): ‘Ian by zijn Groot-moeder de Weduwe van Pieter van Aelst hier van Water-verwe hebbende gheleert quam en leerde van Oly-verwe bye enen Pieter Goe-kindt, daer veel fraey dinghen waren in huys.’ De term ‘water-verwe’ of waterverf heeft tot nogal wat verwarring geleid. In de negentiende eeuw werd dit uitgelegd als dat Mayken Verhulst miniaturist zou zijn. Dit werd door latere generaties kunsthistorici gretig overgeschreven tot op de dag van vandaag. Voor miniaturen gebruikt Van Mander echter de term ‘verlichterij’. En ‘water-verwe’ verwijst juist naar grootschalige schilderijen in waterverf, een specialisme waarom schilders uit Mechelen bekend stonden. Om miniaturen stonden de Mechelaars nu juist niet bekend. 
Overigens is de rol van Mayken Verhulst bij de opleiding van Jan Brueghel de Oude ter discussie komen te staan door de ontdekking van nieuw archiefmateriaal. Zo zou Jan van zijn geboorte in 1568 tot in 1583 in Brussel hebben verbleven, terwijl Mayken al lang voor er sprake kon zijn van Jans opleiding tot schilder naar Mechelen verhuisde. En precies in 1583 reeds overleed de tweede genoemde leermeester van Jan, Peter Goetkint, bij wie hij het schilderen in olieverf leerde. Van Mander is echter vaak heel betrouwbaar in de gegeven informatie. Zijn bron voor het wel en wee van de families Brueghel, Coecke en Verhulst zou heel goed Gillis van Coninxloo geweest kunnen zijn. Deze Vlaming woonde en werkte vanaf 1595 in Amsterdam en voltooide in 1598 samen met Van Mander een schilderij. Bovendien was Gillis familie van de Verhulsts-Brueghels, en tevens leerling van Pauwels Coecke, een zoon van Pieter Coecke van Aelst, en leermeester van Pieter Brueghel de Jonge, de oudste zoon van Pieter de Oude. Het is dus waarschijnlijk dat er een kern van waarheid in Van Manders mededeling over Jan Brueghels opleiding zit, maar wat zijn training dan precies inhield, is erg onduidelijk. Karel van Mander benadrukt in ieder geval dat hij schilderen in olieverf, waarom hij beroemd zou worden, van Peter Goetkint leerde en niet van Mayken Verhulst.
In het verleden is Mayken Verhulst wel geïdentificeerd met de Braunschweiger Monogrammist of Brunswijkse Monogrammist, een bij naam onbekend gebleven schilder uit de kringen rondom Jan Sanders van Hemessen. Deze anonymus voorzag één van zijn schilderijen, een bordeelscène in het Herzog Anton Ulrich Museum in Braunschweig, van een monogram, dat lijkt te bestaan uit de letters J, V, A, M, S en L. Simone Bergmans herkende hierin geen monogram van een kunstenaar, maar zag in het fijne, gedetailleerde schilderwerk de hand van een vrouwelijke miniaturist, Mayken Verhulst. Veel navolging vond haar identificatie niet. Recent wees Matthias Ubl haar theorie nog resoluut van de hand. Er zij op gewezen dat het helemaal niet duidelijk is dat Mayken überhaupt miniaturist was. Bovendien zijn alle werken van de Brunswijkse Monogrammist in olieverf, en dat was volgens Karel van Mander nu juist ook niet haar specialisme. Het monogram, waarmee zij verschillende archiefdocumenten valideerde is verder volledig anders, dan dat op het schilderij in Braunschweig.